# Europese kampioenschappen jachtgeweer 1998
De Europese kampioenschappen jachtgeweer 1998 waren door de European Shooting Confederation (ESC) georganiseerde kampioenschappen voor schutters in het kleiduifschieten. De 44e editie van de Europese kampioenschappen vond plaats in de Cypriotische hoofdstad.

## Resultaten

### Trap
| Onderdeel   | Goud                                             | Zilver                                         | Brons                                        |
| ----------- | ------------------------------------------------ | ---------------------------------------------- | -------------------------------------------- |
| Heren       |                                                  |                                                |                                              |
| Individueel | Igor Chebanov                                    | David Kostelecky                               | Philippe Dupont                              |
| Team        | Waldemar Schanz Karsten Bindrich Thomas Fichtner | Igor Chebanov Aleksei Alipov Sergei Ljubomirov | David Kostelecki Jiri Gach Pavel Kubec       |
| Dames       |                                                  |                                                |                                              |
| Individueel | Satu Pusila                                      | Susanne Kiermayer                              | Roberta Pelosi                               |
| Team        | Roberta Pelosi Christina Bocca Giulia Iannotti   | Satu Pusila Satu Makela Mopsi Veromaa          | Irina Laritsjeva Jelena Rabaja Maria Wolkova |

### Dubbele trap
| Onderdeel   | Goud                                              | Zilver                                   | Brons                                   |
| ----------- | ------------------------------------------------- | ---------------------------------------- | --------------------------------------- |
| Heren       |                                                   |                                          |                                         |
| Individueel | Waldemar Schanz                                   | Richard Faulds                           | Daniele Di Spigno                       |
| Team        | Daniele Di Spigno Luca Marini Emanuele Bernasconi | Jean-Paul Gros Marc Menessier Yves Tronc | Philippe Dupont Luc Budts Frans Peeters |
| Dames       |                                                   |                                          |                                         |
| Individueel | Pia Julin                                         | Susanne Kiermayer                        | Deborah Gelisio                         |

### Skeet
| Onderdeel   | Goud                                               | Zilver                                         | Brons                                           |
| ----------- | -------------------------------------------------- | ---------------------------------------------- | ----------------------------------------------- |
| Heren       |                                                    |                                                |                                                 |
| Individueel | Bronislav Bechynsky                                | Oleg Tishin                                    | Gijs Van Beek                                   |
| Team        | Oleg Tichin Alexej Wetoch Nikolai Teoplij          | Bronislav Bechynsky Petr Malek Jan Sychra      | Ennio Falco Andrea Benelli Eugenio Corti        |
| Dames       |                                                    |                                                |                                                 |
| Individueel | Maarit Lepomäki                                    | Andrea Stranovska                              | Gabriele Michel                                 |
| Team        | Svetlana Demina Jerdjanik Awetisjan Anna Protasova | Maarit Lepomäki Jaana Pitkanen Marjut Heinonen | Daniela Bolis Antonella Parrini Cristina Vitali |

1955 · 1956 · 1957 · 1958 · 1959 · 1960 · 1961 · 1962 · 1963 · 1964 · 1965 · 1966 · 1967 · 1968 · 1969 · 1970 · 1971 · 1972 · 1973 · 1974 · 1975 · 1976 · 1977 · 1978 · 1979 · 1980 · 1981 · 1982 · 1983 · 1984 · 1985 · 1986 · 1987 · 1988 · 1989 · 1990 · 1991 · 1992 · 1993 · 1994 · 1995 · 1996 · 1997 · 1998 · 1999 · 2000 · 2001 · 2002 · 2003 · 2004 · 2005 · 2006 · 2007 · 2008 · 2009 · 2010 · 2011 · 2012 · 2013 · 2014 · 2015 · 2016 · 2017 · 2018 · 2019 · 2020 · 2021 · 2022 · 2023 · 2024 ·